# Juan de Santander
Juan de Santander, también conocido como Juan de Cueto, fue un marinero cántabro que participó como grumete en la primera vuelta al mundo, capitaneada por Fernando de Magallanes y Juan Sebastián Elcano. Se cuenta entre los dieciocho tripulantes que regresaron con vida de la mencionada expedición marítima.

## Biografía
Apenas hay documentos escritos sobre la vida de este marinero. Fue hijo de Gonzalo de Boo y Catalina del Río. Por tanto, su nombre de pila fue Juan de Boo del Río. Hay constancia también de su nacimiento en Cueto, pueblo del municipio de Santander.
Juan de Santander fue el único de los tres cántabros que concluyó la primera vuelta al mundo en la expedición marítima de Magallanes y Elcano. Los otros dos marineros cántabros murieron durante la travesía. 
Está atestiguado que navegó a bordo de la nao Trinidad en calidad de grumete. Fue apresado por los portugueses, pero logró regresar a España en la nao Victoria. 
Cuando volvió a España en 1522, su nombre quedó grabado en un azulejo conmemorativo encargado por el ayuntamiento de Sanlúcar de Barrameda (Cádiz) para homenajear a los dieciocho tripulantes que regresaron vivos de la expedición. En dicho azulejo figura claramente el nombre de ´´Juan de Santander, de Cueto``.
No hay constancia de documentos sobre la vida de Juan de Santander tras concluir la expedición de Magallanes y Elcano. Se desconoce toda su trayectoria posterior, así como la fecha, el lugar y la causa de su fallecimiento.

## Documentación
Fue la Asociación de Vecinos de Cueto en colaboración con historiadores locales quienes indagaron durante años en los documentos digitalizados del Archivo de Indias y en archivos de Sanlúcar de Barrameda (Cádiz), recopilando información y datos para arrojar luz sobre la historia de este grumete, natural del mencionado barrio santanderino.

## Libros
El 30 de abril de 2022, gracias a la Asociación de Vecinos de Cueto y otros colaboradores, se publicó un libro titulado Un grumete en la primera vuelta al mundo, donde se esboza la historia de Juan de Santander.

## Cine y televisión
El 10 de junio de 2022 se estrenó en Amazon Prime una miniserie televisiva sobre la expedición de Magallanes y Elcano titulada Sin límites: hacia los confines del mundo, donde el actor catalán Dídac Calpe interpreta el papel de Juan de Santander.